# Tell Me More (musical)
Tell Me More is een musical uit 1925 gebaseerd op een verhaal van Fred Thompson en William K. Wells. De muziek is van George Gershwin en de teksten zijn van Desmond Carter, B. G. DeSylva en Ira Gershwin. De productie was in handen van Alex A. Aarons en de choreografie van Sammy Lee. De wereldpremière was op 6 april in Atlantic City en de Broadwaypremière op 13 april 1925 in het Gaiety Theatre. Er waren maar 100 voorstellingen. Geen enkel lied uit musical is een jazzstandard geworden.

## Achtergrond
De try-out naam van de musical was My Fair Lady, maar Aarons besloot hem vlak voor vertrek naar Broadway te veranderen in Tell Me More (in eerste instantie geschreven met een uitroepteken), om verkeerde beeldvorming te voorkomen. In 1956 claimden Lerner en Loewe de titel voor hun grootste succes.
Waarom de musical geflopt is destijds is moeilijk te zeggen. Aan de liederen van de Gershwins en Buddy DeSylva heeft het niet gelegen, volgens de critici waren die uitstekend. Op acteur zanger Lou Holtz en Andrew Tombes na was de hele cast matig.
Op 26 mei ging de show in première in Londen, in het Winter Garden Theatre. Gershwin ging er heen om te assisteren. Voor de Londense productie schreef Gershwin nog een paar nieuwe nummers op teksten van Claude Hulbert. Zo’n lied was bijvoorbeeld “Baby?” uit de Broadway-versie. Gershwin liet het ritme en de opeenvolging van de harmoniek van het lied in tact maar veranderde alleen de melodie zodat er een (voor het gevoel) nieuw lied ontstond. In Londen werd de musical wel een succes. Het liep daar 262 voorstellingen lang. Waarschijnlijk omdat de humor van schrijver Fred Thompson het Engelse publiek beter lag dan het Amerikaanse.
Op 17 juli 1926 ging de musical in première in Melbourne, Australië. Ook daar was de musical succesvol.
Omdat er weinig voorstellingen waren geweest op Broadway en omdat er geen hit uit voort gekomen is, ging de musical de archiefkast in als geflopt en raakte in de loop der jaren zoek ook omdat geen enkel nummer officieel was uitgegeven, laat staan een partituur van de hele musical. Gelukkig werd er in 1982 in een pakhuis van Warner Brothers in Secaucus, een paar kilometer buiten New York, een paar kratten met originele partituren van liederen gevonden waaronder heel veel materiaal uit de musicals Tell Me More, Tip-Toes en Pardon My English van de gebroeders Gershwin. Tommy Krasker maakte van al dat materiaal een reconstructie van de complete musical Tell Me More die door New World Records in 2001 werd uitgebracht op cd. De oorspronkelijke orkestraties van de nummers waren verloren gegaan en werden opnieuw gemaakt door Russell Warner.

## Verhaal[7]
Eerste acte
Op een gemaskerd bal staat Kenneth Dennison, lid van een heel voorname familie uit New York, vanuit zijn loge naar de dansvloer te staren waar hij een meisje ziet die eruitziet als pierrette, de vrouwelijke versie van pierrot. Hij vraagt zich af hoe hij met haar in contact kan komen, maar hoeft echter niet zo lang te wachten want de pierrette in kwestie is van plan om naar de loge naast die van Kenneth te gaan maar vergist zich in de deur en staat plots in de loge van Kenneth. Hij stelt zich snel voor en wordt terstond verliefd op het meisje, Peggy. Zij is ook ondersteboven van hem maar slipt weg voordat hij het in de gaten heeft.
Peggy, zo blijkt, werkt als verkoopster bij een chique kledingzaak, Maison Elise, op Fifth Avenue. Na een korte nachtrust, gaat ze de volgende ochtend naar het werk waar ze haar oude school- en hartsvriendin Jane tegen komt die een bezoekje aan de winkel brengt. Ze vertelt Jane dat het nog steeds erg moeilijk is voor haar om het hoofd boven water te houden sinds haar vader overleden is en haar geen cent heeft nagelaten. Van haar (half)broer Billy krijgt ze weinig steun omdat ze na de begrafenis ruzie kregen over een paar kleinigheden en hem in geen maanden meer gesproken heeft. Jane nodigt Peggy uit om de zomer door te brengen in haar zomerhuisje in Viewport maar Peggy slaat dat bod af. Ze is er te trots voor.
Kenneth komt de winkel binnen vergezeld van zijn vriend Billy. Billy probeert Kenneth te koppelen aan zijn zus Margaret maar Kenneth zit nog steeds met zijn gedachten bij zijn pierrette, die hij de avond daarvoor tijdens het bal gezien heeft en het enige aanknopingspunt dat hij heeft, is de muts van haar kostuum waar ‘eigendom van Maison Elise’ op staat. Als Billy de winkel uitloopt, ziet Kenneth Peggy aan de andere kant van het vertrek staan. Hij is blij dat zijn zoektocht zo snel resultaat heeft geboekt. Lang duurt het weerzien echter niet want Kenneth moet de volgende dag zijn familie bezoeken in Viewport. Iedereen gaat tegenwoordig naar Viewport, zucht Peggy. Ze beloven elkaar dat zo gauw Kenneth terug is ze voor altijd samen blijven.
Het weerzien van Peggy en Kenneth is niet het enige rendez-vous in Maison Elise. Monty en Jane ontmoetten elkaar al een paar maand in het geheim. De vader van Jane, een rijke bankier en financier, zou niet blij zijn met het feit dat zijn dochter verkering zou hebben met een arme kleermaker. Als Monty hoort dat Jane naar Viewport gaat, verzamelt hij al zijn moed en vraag haar ten huwelijk. Jane geeft haar ja-woord en de twee vertrekken.
In een ander vertrek in de winkel ontmoet Bonnie, een collegaatje van Peggy, Billy. Billy doet heel stoer en probeert indruk te maken op Bonnie. Ze is een beetje sceptisch maar gaat wel op zijn avances in.
Jane heeft een mooi plannetje: Peggy reist af naar Viewport met Jane naar haar ouders en neemt Monty mee als haar broer Billy. Zo kan Monty gewoon mee en heeft niemand iets in de smiezen van hun relatie. Peggy, die voelt dat ze haar vriendin moet helpen en het een ideale manier vindt om in Viewport te komen waar Kenneth zit, gaat akkoord met het plan.
Het voltallige personeel van de winkel verschijnt op het podium en viert het geluk van de geliefden. Hun vreugde is slechts van korte duur door de komst van Jane's moeder en een ongelukkige misstap van Monty.
Tweede acte
Een week later. Het is mooi weer en de zon schijnt over het prachtige plaatsje Viewport. ‘Love is in the air’. Jane is helemaal in haar element, terwijl Monty, die het niet allemaal zo ziet zitten, het publiek op de hand krijgt met zijn verhalen over zijn afkomst, Sardinia. Peggy en Kenneth houden steeds meer van elkaar en zelfs Billy en Bonnie gaan steeds meer voor elkaar voelen.
Maar wanneer de kletskous Bonnie, Billy vertelt dat Peggy in Viewport is met iemand die net doet alsof ze haar broer is, trekt Billy de enig mogelijke conclusie. Hij moet zijn vriend Kenneth vertellen dat hij bedonderd wordt door zijn pierrette. Billy doet dit overigens heel graag want hij wil Kenneth nog steeds aan zijn zus Margaret koppelen.
Als Kenneth door Billy op de hoogte is gesteld, confronteert hij Peggy hiermee. Ze reageert onthutst op de beschuldiging en rent weg zonder iets uit te leggen aan Kenneth.
Alle geliefden hebben onenigheid met elkaar. Alle relaties lijken spaak te lopen op het ogenblik als Jane’s vader binnenkomt.
In de tuin van het hotel worden een tijdje later alle problemen opgelost. Bonnie vermaakt de gasten met een act als excentrieke danseres en Monty 'kelnert' wat in het hotel om zijn hotelrekening af te betalen. Peggy legt Kenneth de reden van haar bedrog uit. De moeder van Jane toont dat zij het hoofd van de familie is door de verloving van haar dochter met Monty goed te keuren. En als de drie paartjes samen hun aanstaande bruiloften vieren zien Peggy en Billy elkaar weer voor het eerst sinds maanden - ”Billy!” “Margaret!” – en broer en (half) zus vallen in elkanders armen en zijn ook weer verenigd.

## Cast[7][8]
- Kenneth Dennison – Alexander Gray
- Peggy Van de Leur – Phyllis Cleveland
- Monty Sipkin – Lou Holtz
- Jane Wallace – Esther Howard
- Billy Van de Leur – Andrew Tombes
- Bonnie Reeves – Emma Haig
- Mrs. Wallace – Maud Andrew
- Mrs. Pennyweather – Florence Auer

## Overzicht liederen[9]
Eerste acte
- Tell Me More (Kenneth en Peggy)
- Shopgirls and Mannequins (verkoopsters en mannequins)
- Mr. and Mrs. Sipkin (Monty en meisjes)
- When The Debbies Go By (Jane en de jongens)
- Three Times A Day (Kenneth en Peggy)
- Why Do I Love You (Jane, Monty, jongens en ensemble)
- How Can I Win You Now? (Billy en Bonnie)
- Kickin’ The Clouds Away (Monty, Jane en Billy)

Tweede acte
- Love Is In The Air (ensemble)
- My Fair Lady (Jane en de jongens)
- In Sardinia (Monty en de meisjes)
- Baby? (Bonnie en Billy)
- Ukulele Lorelei (Bonnie en de meisjes)

Niet gebruikt
- I’m Somethin’ On Avenue A
- Once
- The He-Man

Extra liederen voor de Londense versie
- Love, I Never Knew
- Murderous Monty (and Light-Fingered Jane)
- Have You Heard
- The Poetry Of Motion